# 竹田直樹 (景観学者)
竹田 直樹（たけだ なおき、1961年 - ）は、日本の景観学者、ランドスケープアーキテクト、画家、美術作家。兵庫県立大学大学院緑環境景観マネジメント研究科准教授（ランドスケープデザイン研究室）。兵庫県立淡路景観園芸学校主任景観園芸専門員。

## 人物
兵庫県姫路市生まれ。東京育ち。
パブリックアート研究、景観研究、美術批評、ランドスケープデザイン、美術作品制作など多岐に渡る業績をもつ。1990年代に日本のパブリックアートについて、その分野の研究基盤となる一連の研究を行い、並行して日本の景観に関する研究と実務を行った。2002年から08年頃にかけて、ソトコト、美術手帖、ランドスケープデザイン、ビオシティなどの雑誌で日本の現代美術に関する一連の連載をした。同時期から、植物や庭園や風景に着目した美術作品を制作、発表している。

### 来歴
- 1984年、千葉大学園芸学部造園学科卒業。1991年、千葉大学大学院自然科学研究科単位取得退学。
- 1992年、「都市環境における彫刻の導入手法に関する研究」で千葉大学より学位授与。博士（学術）。
- 1997年、株式会社都市緑地研究所取締役東京事務所長。
- 1999年、姫路工業大学（現・兵庫県立大学）准教授。

## ランドスケープ他作品
- さいたま新都心アートプロジェクト」のディレクション（さいたま市、藤島俊会と。1996-1999年）
- 『空き家リノベーションプロジェクト』（兵庫県淡路島、上田博文と。2005）
- 『神々との恋人たちのために－ガシュマル・エアフォース』WANAKIO（那覇市　前島アートセンター、上田博文と。2005年）
- 『ひまわりの部屋』テナンツ展（大阪市　グラフ・メディアジーエム、2006年）
- 『向島路地園芸プロジェクト』（東京都墨田区　フルハウス・現代美術製作所・向島百花園前、上田博文・笹本雅美と。2006年）
- 『森の素展』向島芸術計画2007（東京都墨田区　アート＆カフェ こぐま、2007年）
- 『資本主義の庭』旧中工場アートプロジェクト（広島市　旧日本銀行、2007年）
- 『欲望を追加した古い庭』琵琶湖ビエンナーレ、（近江八幡市　喜多利邸、2007年）
- 『神殿都市計画』（京都市　ギャラリー虹、尾崎泰弘と。2008年）
- 『里山復興事業（その1）森の素プロジェクト（その2）風景画プロジェクト』越後妻有アートトリエンナーレ、（十日町市 三省ハウス、2009年）
- 『被爆夾竹桃の森プロジェクト』広島アートプロジェクト（広島市　吉島地区、上田博文と。2010年）
- 『BIG BANG - 淡路島で木を拾う』（茨木市　グランファブリック、尾崎泰弘と。2011年)
- 『森の宝石プロジェクト　uccieno』うちのDEアート（新潟市　内野駅前、2011年）
- 『森の宝石－ UGLをピカピカにする展』（大阪市　アーバングリーンラボ、2012年）

## 著書
- パブリック・アート入門　自治体の彫刻設置を考える　公人の友社　1993.10　地方自治ジャーナルブックレット (ISBN 4-87555-209-2 C0030)
- 彫刻家・田辺光彰　パブリック・アート21世紀　公人の友社　1995.3. (ISBN 4-87555-226-2 C1071)
- 日本のパブリック・アート　誠文堂新光社　1995.3. (ISBN 4-416-89504-6 C0071)
- 日本の彫刻設置事業　モニュメントとパブリックアート　公人の友社,　1997.7. (ISBN 4-87555-259-9　C0030)
- やさしい風景学　1990-1996年の日本　マルモ出版　1997.1.　(ISBN 4-944091-06-0 C0052)
- アートを開く　パブリックアートの新展開　公人の友社　2001.8 (ISBN 4-87555-408-7　C1071)
- 八木ヨシオの彫刻コミュニケーション　もうひとつのアート論　マルモ出版　2002.1.(ISBN 4-944091-19-2 C0052)
- 続・やさしい風景学　1996-2000年の日本　マルモ出版　2002.1.(ISBN 4-944091-18-4 C0052)
- 公共芸術2000例　大連理工大学出版社　2003.3.(ISBN 7-5611-2147-4)
- 造園がわかる本　彰国社　2006.12(ISBN 4-395-10033-3 C3052)